# Ignacio Flores
Ignacio Flores někdy uváděný i jako Ignacio Flores Ocaranza (31. července 1953 Ciudad de México – 11. srpna 2011 Cuernavaca) byl mexický fotbalista, obránce. Zemřel 11. srpna 2011 ve věku 58 let když byl náklaďák převážející jeho rodinu napaden mexickým gangem. Flores byl těžce raněn a následně zemřel.

## Fotbalová kariéra
V mexické lize hrál za Cruz Azul. Nastoupil ve 379 ligových utkáních a dal 11 gólů. V letech roce 1973, 1974, 1979 s 1980 získal s týmem Cruz Azul mistrovský titul. Za reprezentaci Mexika nastoupil v letech 1975–1981 v 5 utkáních. Byl členem mexické reprezentace na Mistrovství světa ve fotbale 1978, nastoupil v utkání proti Polsku.

## Ligová bilance
| Ročník                  | Zápasy | Góly | Klub      |
| ----------------------- | ------ | ---- | --------- |
| 1. mexická liga 1972/73 | -      | -    | Cruz Azul |
| 1. mexická liga 1973/74 | -      | -    | Cruz Azul |
| 1. mexická liga 1974/75 | -      | -    | Cruz Azul |
| 1. mexická liga 1975/76 | 34     | 1    | Cruz Azul |
| 1. mexická liga 1976/77 | 20     | 0    | Cruz Azul |
| 1. mexická liga 1977/78 | 31     | 0    | Cruz Azul |
| 1. mexická liga 1978/79 | 35     | 1    | Cruz Azul |
| 1. mexická liga 1979/80 | 33     | 3    | Cruz Azul |
| 1. mexická liga 1980/81 | 30     | 0    | Cruz Azul |
| 1. mexická liga 1981/82 | 32     | 0    | Cruz Azul |
| 1. mexická liga 1982/83 | 33     | 1    | Cruz Azul |
| 1. mexická liga 1983/84 | 33     | 4    | Cruz Azul |
| 1. mexická liga 1984/85 | 29     | 0    | Cruz Azul |
| 1. mexická liga 1985/86 | -      | -    | Cruz Azul |
| 1. mexická liga 1986/87 | 29     | 0    | Cruz Azul |
| 1. mexická liga 1987/88 | 19     | 1    | Cruz Azul |
| 1. mexická liga 1988/89 | 16     | 0    | Cruz Azul |
| 1. mexická liga 1989/90 | 5      | 0    | Cruz Azul |
| CELKEM 1. liga          | 379    | 11   |           |